# Rešilni sistem pri izstrelitvi
Rešilni sistem pri izstrelitvi (ang. Launch Escape System - LES) je varnostni sistem (kapsula) pri raketah s človeško posadko, ki se v primeru nevarnosti loči od nosilne rakete in tako zavaruje posadko. 
Idejo za uporabo majhne rakete (eksplozivnega naboja) za ločitev kapsule od nosilne rakete je imel Maxime Faget leta 1958. Sistem z majhnimi raketami nameščenimi nad kapsulo so testirali na projektu Mercury marca 1959. Uporabljali se se tudi pri programu Apollo. Oba sistema sta uporabljala majhne raketne motorje na trdo gorivo.Sistem LES mora dvigniti kapsulo dovolj visoko, da se lahko odpre padalo. Mercury LES je zgradilo podjetje Grand Central Rocket Company, ki je pozneje postalo Lockheed Propulsion Company.Ruska plovilo Sojuz in kitajski Shenzhou tudi uporabljata ta sistem. Sistem na Sojuzu se imenuje SAS (rusko: 'Система Аварийного Спасения)  Sistema Avarijnogo Spasenja. SpaceXov Dragon uporablja podoben sistem. 
Sistem se lahko uporablja, ko je raketa še na izstrelitvenem mestu, lahko pa tudi med letom.
Do danes so ta sistem uporabili samo enkrat in uspešno na plovilu Sojuz.

## Podobni sistemi
Sovjetski program Vostok in Ameriški projekt Gemini sta uporabljala katapultne sedeže. Slednje je uporabljali tudi ruski raketoplan Buran in bi bil uporabljen tudi na predlaganemu Hermesu Evropske vesoljske agencije. Ameriški raketoplan Space Shuttle je bil sprva opremljen s katapultnimi sedeži, ki so jih pozneje odstranili po nekaj poletih. Po nesreči Challengerja so spet namestili padala, vendar bi jih lahko uporabili samo v nekaterih situacijah.
Bodoči Orion bo tudi uporabil LES sistem, oziroma drugačno verzijo (Max Launch Abort System - MLAS)